# Mistrzostwa Świata w Szermierce 1931
Mistrzostwa Świata w Szermierce 1931 – 9. edycja mistrzostw odbyła się w austriackim mieście Wiedeń.

## Klasyfikacja medalowa
| Lp. | Państwo         | złoto | srebro | brąz | Razem |
| --- | --------------- | ----- | ------ | ---- | ----- |
| 1   | Węgry           | 2     | 3      | 1    | 6     |
| 2   | Francja         | 2     | 2      | 1    | 5     |
| 3   | Włochy          | 2     | 2      | -    | 4     |
| 4   | Niemcy          | 1     | -      | 1    | 2     |
| 5   | Austria         | -     | -      | 2    | 2     |
| 6   | Wielka Brytania | -     | -      | 1    | 1     |
| -   | Szwecja         | -     | -      | 1    | 1     |

## Medaliści

### Mężczyźni
| Złoto | Srebro | Brąz |
| Floret | | |
| René Lemoine | Gustavo Marzi                                                                                               | Emrys Lloyd |
| Włochy · Giorgio Chiavacci · Giulio Gaudini · Gioacchino Guaragna · Gustavo Marzi · Ugo Pignotti · Saverio Ragno       | Węgry · János Hajdú · Ottó Hatz · Gusztáv Kálniczky · György Piller-Jekelfalssy · József Rády · Péter Tóth  | Republika Austriacka · Ernst Baylon · Richard Brünner · Kurt Ettinger · Karl Hanisch · Hans Lion · Karl Sudrich |
| Szpada | | |
| Georges Buchard | Bernard Schmetz                                                                                             | Paul Rousset |
| Włochy · Carlo Agostoni · Nino Bertolaia · Giancarlo Cornaggia-Medici · Renzo Minoli · Saverio Ragno · Franco Riccardi | Francja · Jacques Coutrot · Fernand Jourdant · Louis Prat · Paul Rousset · Bernard Schmetz                  | Szwecja · Curt Dahlgren · Gustaf Dyrssen · Hans Granfelt · Carl Gripenstedt · Nils Hellsten · Sven Thofelt      |
| Szabla | | |
| György Piller-Jekelfalssy                                                                                              | Endre Kabos                                                                                                 | Attila Petschauer                                                                                               |
| Węgry · Aladár Gerevich · Gyula Glykais · Sándor Gombos · Endre Kabos · Attila Petschauer · György Piller-Jekelfalssy  | Włochy · Renato Anselmi · Arturo De Vecchi · Giulio Gaudini · Gustavo Marzi · Ugo Pignotti · Emilio Salafia | Niemcy · Erwin Casmir · Julius Eisenecker · August Heim · Heinrich Moos                                         |

### Kobiety
| Złoto        | Srebro      | Brąz        |
| Floret       |             |             |
| Helene Mayer | Erna Bogáti | Ellen Preis |